# Nepenthes mira
Nepenthes mira är en tvåhjärtbladig växtart som beskrevs av Jebb och Martin Roy Cheek. Nepenthes mira ingår i släktet Nepenthes och familjen Nepenthaceae. Inga underarter finns listade i Catalogue of Life.

## Bildgalleri

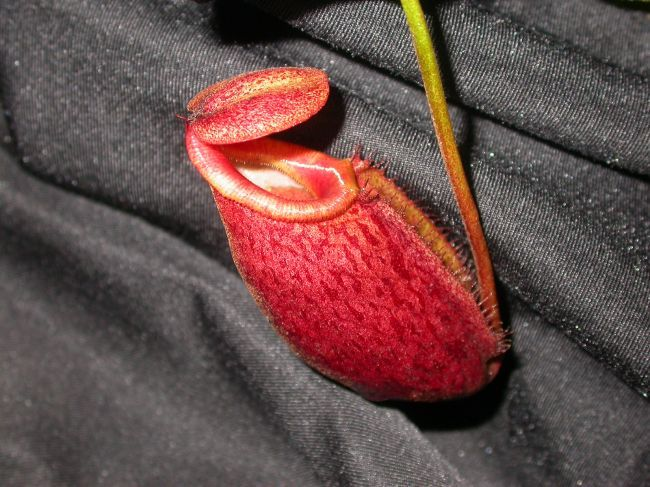
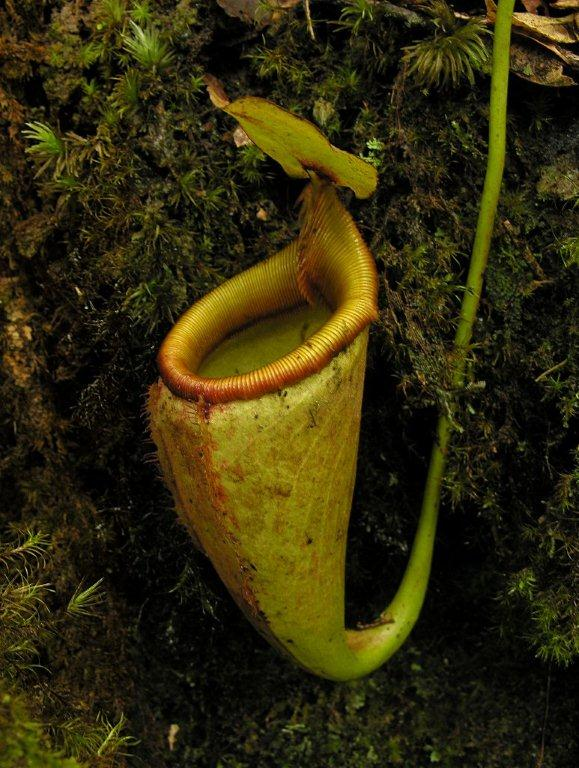